# Paepalanthus glaucopodus
Paepalanthus glaucopodus är en gräsväxtart som beskrevs av Silveira. Paepalanthus glaucopodus ingår i släktet Paepalanthus och familjen Eriocaulaceae. Inga underarter finns listade i Catalogue of Life.